# Bất hoạt nhiễm sắc thể X
Bất hoạt nhiễm sắc thể X (còn gọi là giả thuyết Lyon hay Lyon hóa, theo tên của nhà khoa học Mary Frances Lyon) là một quá trình bất hoạt nhiễm sắc thể X trong tế bào có nhiều nhiễm sắc thể này ở động vật có vú. Các nhiễm sắc thể X dư thừa (ký hiệu Xi) sau khi bất hoạt được gọi là thể Barr và cách thức bất hoạt được gọi là heterochromatin.
Vì gần như tất cả các động vật có vú cái đều có hai nhiễm sắc thể X, bất hoạt X ngăn cản chúng có số lượng sản phẩm gen nhiễm sắc thể X gấp đôi so với nam giới, những người chỉ sở hữu một nhiễm sắc thể X. Sự lựa chọn nhiễm sắc thể X sẽ bị bất hoạt có thể là ngẫu nhiên (như ở người) hoặc do in vết hệ gen (ở thú có túi). Một khi nhiễm sắc thể X bị bất hoạt, nó và các phiên bản sau khi phân bào thường không hoạt động trong suốt chu kỳ tế bào. Không giống như bất hoạt X ngẫu nhiên ở động vật có vú ở nhau thai, bất hoạt Xi ở thú có túi do in vết hệ gen chỉ áp dụng cho nhiễm sắc thể X có nguồn gốc từ con đực.